# 에든버러 광장

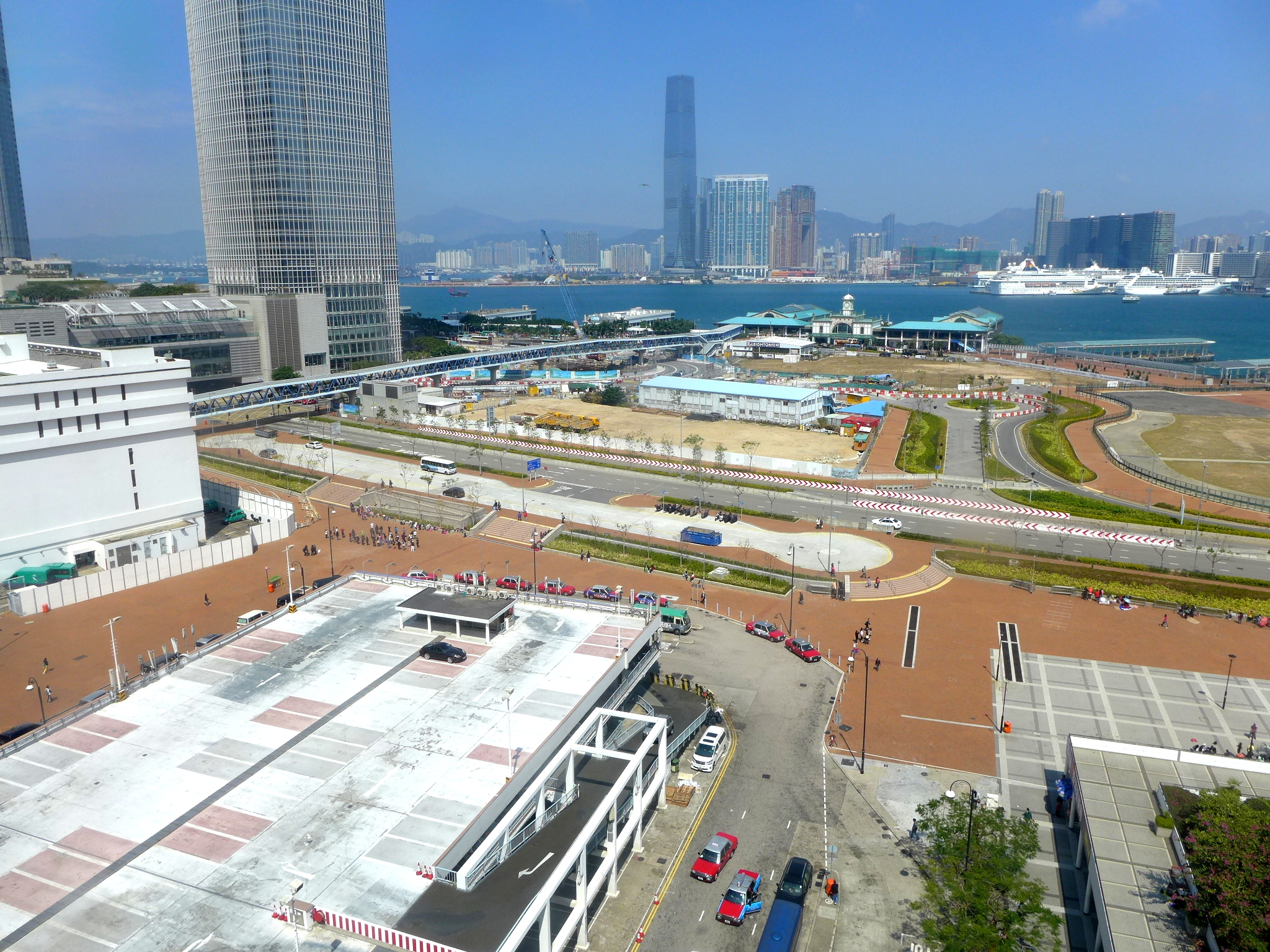
에든버러 광장의 전경 (2014년)

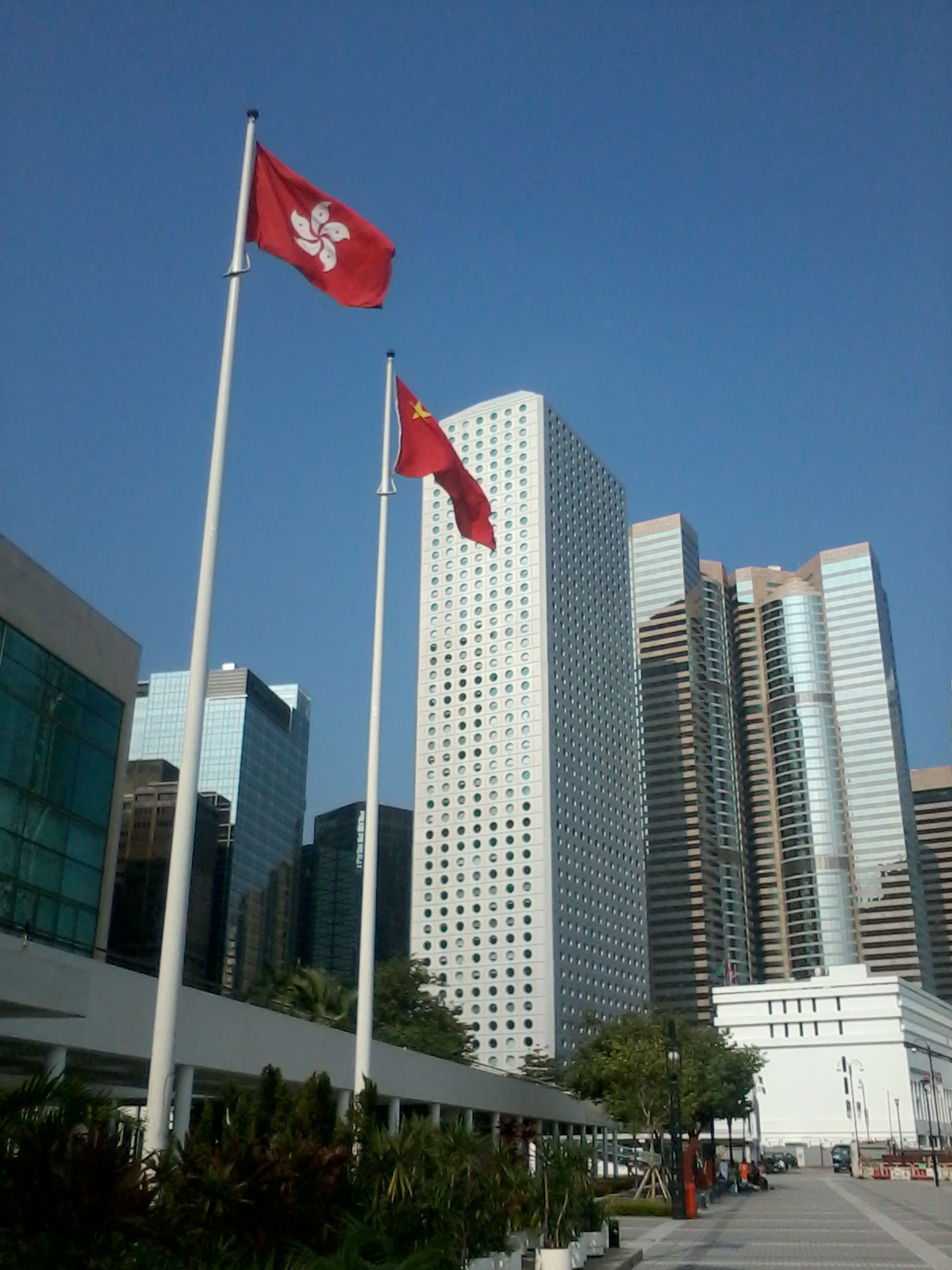
에든버러 광장 (2012년)

에든버러 광장(영어: Edinburgh Place, 중국어: 愛丁堡廣場 오이딩보우궝청[*], 월병: (ng)oi3 ding1 bou2 gwong2 coeng4, 광둥어 예일: (ng)oi3 ding1 bou2 gwong2 cheung4)은 홍콩 중완에 위치한 광장이다. 빅토리아 항을 마주보고 있으며 홍콩 대회당 (시청)이 이곳에 위치해 있다. 2007년 초까지는 에든버러 광장 페리부두 (스타 페리 부두)와 퀸스 부두도 이곳에 자리했으나 철거되었다.

## 역사
에든버러 광장 복합단지는 시청과 기념공원이 어우러진 공간으로, 1956년 영국의 건축가 론 필립스와 앨런 피치가 홍콩의 중요 도시기능 공간으로 설계하였다.
스타 페리 부두는 중국 건축가 훙입찬 (Hung Yip Chan, 1921년생)이 설계한 것이다. 그는 1952년부터 1957년까지 홍콩 행정부의 건축국에서 보조설계를 맡았는데 이 과정에서 스타페리 부두의 설계를 진행하게 된 것이다. 훙입찬이 설계한 우아한 정면의 부두에 총괄설계자 마이클 라이트가 시계탑을 추가하여 부두를 좀 더 균형있고 실제적인 모습으로 가꾸어냈다. 스타 부두는 1957년에 완공되었다. 한편 퀸스 부두는 그보다 더 이른 1954년에 완공된 부두로 광장 단지에 '없어서는 안 될 부분'이었는데, 홍콩 대회당 입구와 부두 간에 축을 이루어 정부 고위관리들로 하여금 특별한 느낌을 갖도록 설계됐기 때문이다. 1962년 대회당이 완공된 이후 모든 신임 총독은 퀸스 부두에 내리고 나면 바로 근처의 대회당으로 가서 취임선서를 하기 전 에든버러 광장에서 의장대의 사열을 받았다.
에든버러 광장은 시민들에게 자유롭게 개방되어 빽빽한 도심 속의 열린 공간으로 기능하였다. 이 때문에 에든버러 광장은 바삐 움직이는 도시의 풍경과는 완전히 대비되는 곳으로 인식되었다. 한편으로는 그러한 개방감 때문에 작은 시위대나 큰 시위대나 홍콩 대회당의 의원들에게 목소리를 전하기 위해 집합하는 장소로 쓰이는 경우가 많았다. 예를 들어 1978년 7월에는 2,000명의 시위대가 모여 폐교된 프리셔스 블러드 골든 주빌리 스쿨의 문을 다시 열으라는 요구를 하기도 했다. 1987년 10월부터 홍콩 입법회가 종심법원대루 건물 바깥 구역에 집회를 금지하는 법안을 통과시켰다.

## 교통
홍콩 MTR
- █ 췬완 선, █ 공도 선：중완 역 K출입구
- █ 둥충 선, █ 홍콩 공항철도：홍콩 역 A출입구

공중 보도
- 중구 행인천교